# Дальние Зеленцы
Дальние Зеленцы (Дальне-Зеленецкое, Зеленцы Дальние) — посёлок в Кольском районе Мурманской области. Входит в сельское поселение Териберка.

## География
Посёлок расположен на Мурманском берегу Баренцева моря, на перешейке между губами Зеленецкой и Ярнышной, на побережье бухты Оскара. В 37 км от центра поселения — Териберки, в 125 км от районного центра — Колы и в 120 км от областного центра — Мурманска. Ближайшие населённые пункты Остров Большой Олений (12 км) и Туманный (30 км).
В 3 км северо-западнее посёлка находится кластер «Гавриловские острова» Кандалакшского заповедника. К 10 км к востоку находится заброшенный посёлок Порчниха.

## История
Известно как промысловое становище поморов с начала XVII века. В конце XVIII века норвежский колонист Оскар Кнудсен занимался здесь рыбным промыслом. В его распоряжении было становище с 12 шняками, на которых работали более 50 человек.
Основано как постоянное поселение в 1930 году. Населённый пункт вошёл в состав Гавриловского сельского совета Териберского района. В 1932 году в посёлок были пересёлены 500 астраханских спецпоселенцев из Териберки. Многие из них были снова репрессированы в дальнейшем.
В 1935 году в Дальних Зеленцах была открыта Мурманская биологическая станция АН СССР. Для создания станции рассматривались губы Ярнышная и Зеленецкая. На Зеленецкой оказалось проще провести водоснабжение посёлка (из Зеленецкого ручья вытекающего из Зеленецкого озера). Станция была реорганизована в 1958 году в Мурманский морской биологический институт (ММБИ).
В 1939—1940 и в 1946—1962 годах в посёлке действовал рыболовный колхоз «Зеленцы».
С 1948 года в посёлке действует Северная коррозионная станция ИФХЭ РАН, на которой ведутся наблюдения за поведением металлов в условиях сурового климата.
В 1976 году в честь посёлка было названо строящееся научно-исследовательское судно ледового класса ММБИ «Дальние Зеленцы».
В 1989 году ММБИ был переведён в Мурманск, в Дальних Зеленцах была сохранена сезонная биологическая станция. После переезда ММБИ в Мурманск, в 1990-е годы Дальние Зеленцы постепенно пришли в запустение. Были закрыты школа и продуктовый магазин.
В 2010-е годы открыт спортивно-туристический дайвинговый центр. Помимо турбазы в посёлке работают метеорологическая станция, пограничная и войсковая (ПВО) части.

## Население
| 1938 | 2002 | 2010 |
| ---- | ---- | ---- |
| 627  | ↘112 | ↘52  |

Численность населения, проживающего на территории населённого пункта, по данным Всероссийской переписи населения 2010 года составляет 52 человека, из них 47 мужчин (90,4 %) и 5 женщин (9,6 %). Основные занятия населения рыболовство и скотоводство.

## Транспорт
Связь посёлка с другими населёнными пунктами осуществляется преимущественно нерегулярным морским (до 1990-х годов регулярным с Мурманском) и воздушным транспортом. От посёлка Туманного проходит автомобильная дорога, которая была проложена военными строителями и доступна только автомобилям повышенной и высокой проходимости. В Туманный из Мурманска ходит рейсовый автобус. На восток от населённого пункта дорога продолжается только на 10 км в бывший посёлок Порчниха.